# Стів Бірнбаум
Стів Бірнбаум (англ. Steve Birnbaum, нар. 23 січня 1991) — американський футболіст, захисник клубу «Ді Сі Юнайтед» і національної збірної США.

## Клубна кар'єра
Народився 23 січня 1991 року. Вихованець університетської команди «Каліфорнія Голден Бірс».
У дорослому футболі дебютував 2010 року виступами за команду клубу «Орандж Блю Стар», в якій провів один сезон, взявши участь лише у 7 матчах чемпіонату. 
Своєю грою за цю команду привернув увагу представників тренерського штабу клубу «Ді Сі Юнайтед», до складу якого приєднався 2014 року, але на початку сезону перебував в оренді в складі клубу «Річмонд Кікерз». 
До складу клубу «Ді Сі Юнайтед» повернувся 2014 року. Відтоді встиг відіграти за команду з Вашингтона 66 матчів в національному чемпіонаті.

## Виступи за збірну
2015 року дебютував в офіційних матчах у складі національної збірної США. Наразі провів у формі головної команди країни 7 матчів, забивши 1 гол.
У складі збірної був учасником розіграшу Кубка Америки 2016 року в США.